# III Salón Internacional del Cómic Ciudad de Oviedo
El III Salón Internacional del Cómic "Ciudad de Oviedo" fue una Feria de historieta organizado por la Fundación Municipal de Cultura del Ayuntamiento de Oviedo, bajo la dirección de Gregorio Álvarez Iguacel, entre el 10 y el 30 de noviembre de 1986. Pretendía lograr la consolidación definitiva del Salón en la capital del principado de Asturias, tras el éxito de crítica especializada y público de las dos ediciones anteriores.

## Invitados
La animación teatral de este Salón corrió por cuenta del Teatro Margen quien escenifico el reparto de la poción mágica a todos los participantes caracterizados de los personajes de Astérix y Obélix.
Los miembros de la escuela de cómic Joso de Barcelona realizaron una demostración de creación de cómic en vivo, dibujando sobre  paneles de gran tamaño y de cara al público asistente.
Diversos estudiosos, autores y críticos de cómic analizaron aspectos de la historia de la historieta:  El crítico Javier Coma disertó sobre la edad de oro del tebeo; Faustino Rodríguez Arbesú, director de la revista El Wendigo, presentó su charla  sobre Los héroes que se van a la guerra, y Luis Conde, sobre el tebeo latinoamericano. A su vez, Víctor Mora, autor de El Capitán Trueno, realizó una retrospectiva de  su propia obra. En la mesa redonda final, en la que intervinieron todos los invitados, se debatió sobre  la propiedad intelectual  y los derechos de autor de guionistas y dibujantes.

## Exposiciones
En la recién remodelada Sala Polivalente del teatro Campoamor de la capital asturiana, se llevó a cabo una amplia muestra compuesta por ocho exposiciones monográficas:  
La exposición Los 50 años de El Hombre Enmascarado, en torno a la clásica obra de los estadounidenses Lee Falk y Ray Moore y La edad de oro del comic (1910-1950), cedida por el crítico Javier Coma, fueron las encargadas de animar el espacio central de la muestra.
La lúdica y nostálgica exposición de Los inventos del TBO del profesor Franz de Copenhague, así como una recopilación de la serie Torpedo 1936 (galardonada ese año en el festival de Angulema) de Jordi Bernet y Abulí, ocuparon el espacio Retro del Salón. 
Las exposiciones La historieta iberoamericana desde principios de siglo, cedida por el Instituto de Cooperación Iberoamericana, y Españoles en la diáspora, recopilación sobre dibujantes y guionistas exiliados cedida por la Comunidad de Madrid dieron una visión global del trabajo de los artistas españoles en el extranjero.
En La Sala Polivalente de Magistratura de Trabajo se montaron las exposiciones del ilustrador asturiano Santiago Cueto y del dibujante catalán Pere Joan.
Estas exposiciones fueron acompañadas por la muestra en el Salón de Te del Propio Teatro Campoamor de la obra presentada al II Concurso de Historietas Ciudad de Oviedo.

## Premios
La segunda edición de la entrega de los Premios Haxtur contó con la proyección de un video alusivo a los galardonados y se presentó un nuevo premio denominado "al autor que amamos". Los premiados fueron: 
- Walter Simonson, autor de Thor /La saga de Surtur (Ediciones Fórum). Ganador del Haxtur al mejor guion.

- Daniel Torres con Roco Vargas (Norma Editorial). Ganador del Haxtur al mejor dibujante.

- Jim Starlin con Dreadstar (Ediciones Fórum). Ganador del Haxtur a la mejor historieta larga.

- Miguel Ambrosio. Ganador del Haxtur al autor que amamos.